# Sokoto (delstat)
Sokoto är en delstat i nordvästra Nigeria, gränsande till Niger i norr. Kebbi bröt sig ur 1991 och Zamfara 1996, varefter dessa områden bildade egna delstater.

## Historia
Ursprungligen kom Sokoto ur ett mäktigt fulberike i dåvarande västra Sudan. Namnet kommer av floden Kebbi (även kallad Sokoto). Sokoto grundades under tidigt 1800-tal av fulbehövdingen Othman Dan Fodio. Efter hans död sönderföll riket. United african company fick rättigheterna 1885, och 1903 tog brittiska staten över kontrollen.